# Tratado de Estado austriaco

Zonas de ocupación en Austria, 1945-1955

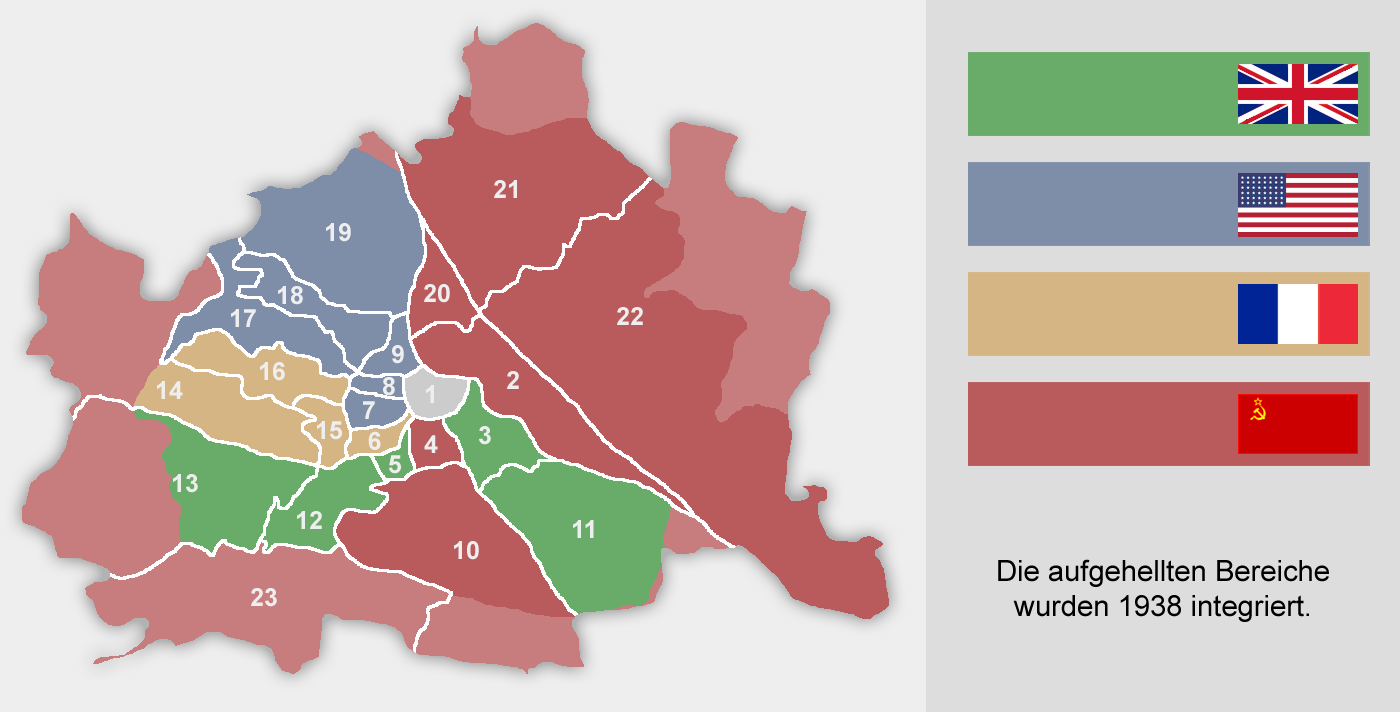
Zonas de ocupación en Viena, 1945-1955

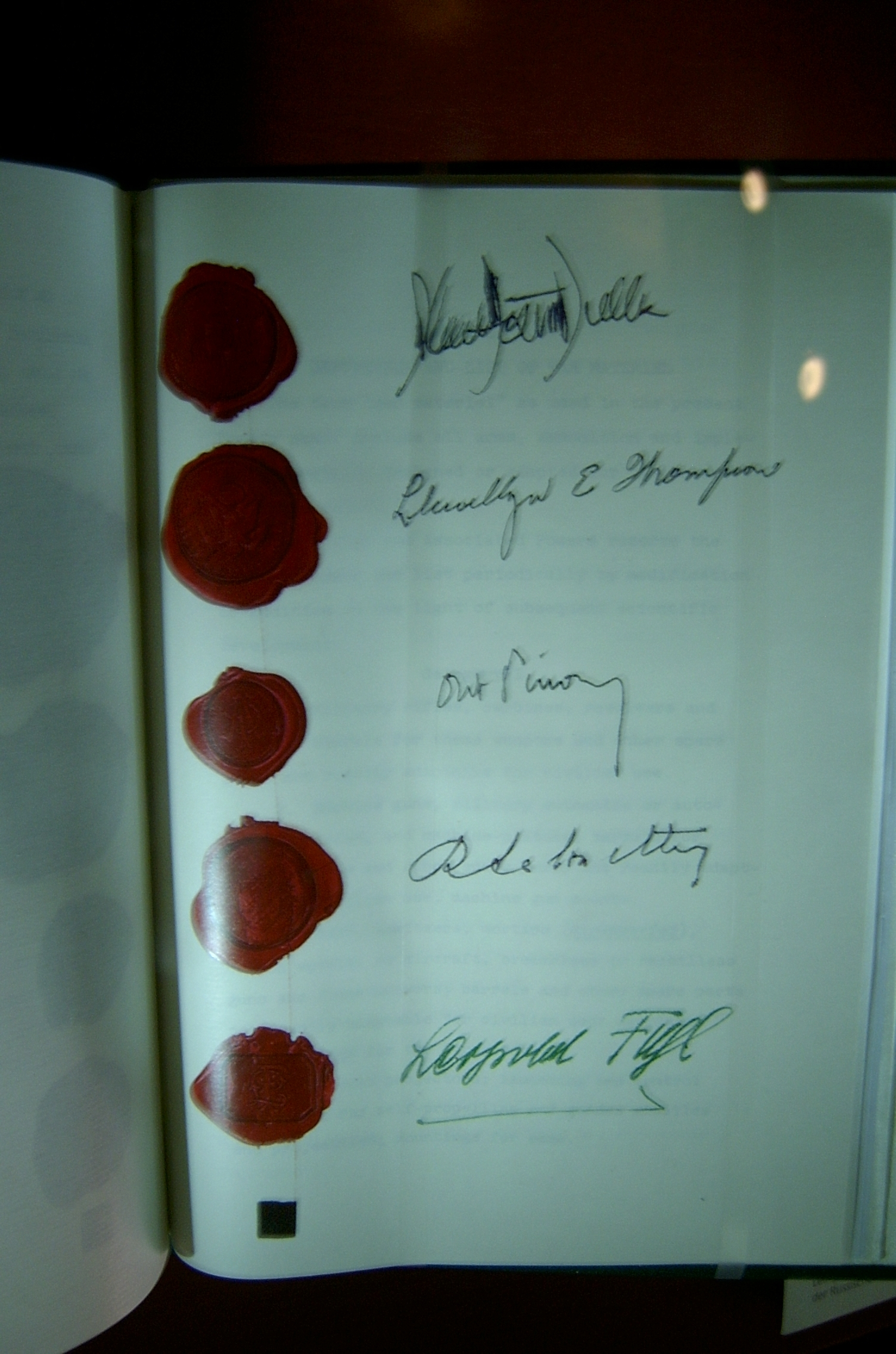
El Tratado de Estado austriaco con las firmas de los cuatro ministros Aliados y el ministro de Asuntos Exteriores austriaco.

El Tratado de Estado austriaco (en alemán: Österreichischer Staatsvertrag, ˈøːstɐraɪçɪʃɐ ˈʃtaːtsfɛrˌtraːkⓘ) o el Tratado de Independencia austriaca restableció a Austria como un Estado soberano. Fue firmado el 15 de mayo de 1955 en Viena, en el Palacio Belvedere, entre las potencias ocupantes aliadas (Francia, Reino Unido, Estados Unidos y la Unión Soviética) y el gobierno austríaco. Entró oficialmente en vigor el 27 de julio de 1955.
Su título completo es «Tratado para el restablecimiento de una Austria independiente y democrática, firmado en Viena el 15 de mayo de 1955» (en alemán: Staatsvertrag betreffend die Wiederherstellung eines unabhängigen und demokratischen Österreich, unterzeichnet in Wien am 15. Mai).

## Generalidades y estructura
El tratado restableció una Austria libre, soberana y democrática. La base del tratado fueron las Declaraciones de Moscú del 30 de octubre de 1943. El acuerdo y sus anexos preveían concesiones petrolíferas soviéticas y derechos de propiedad sobre refinerías de petróleo en el este de Austria, así como la transferencia de los activos de la Compañía Naviera del Danubio a la URSS.

### Signatarios del tratado
- Ministros de Asuntos Exteriores aliados:
  - Viacheslav Mólotov (Unión Soviética)
  - John Foster Dulles (Estados Unidos)
  - Harold Macmillan (Reino Unido)
  - Antoine Pinay (Francia)
- Altos comisionados de las Potencias ocupantes:
  - Ivan Ilyichev (Unión Soviética)
  - Geoffrey Wallinger (Reino Unido)
  - Llewellyn E. Thompson Jr. (Estados Unidos)
  - Roger Lalouette (Francia)
- Ministro de Asuntos Exteriores austriaco:
  - Leopold Figl

### Nueve partes del tratado
- Preámbulo
- Disposiciones políticas y territoriales
- Disposiciones militares y aéreas
- Indemnizaciones
- Propiedad, derecho e intereses
- Relaciones económicas
- Reglas para las disputas
- Disposiciones económicas
- Disposiciones finales

## Desarrollo
Los primeros intentos de negociar un tratado fueron hechos por el primer gobierno de la posguerra. Sin embargo, fracasaron porque los Aliados querían primero un tratado de paz con Alemania. El tratado se hizo menos probable con el desarrollo de la Guerra Fría. Sin embargo, Austria mantuvo con éxito su parte de Carintia en contra de las demandas de la República Federativa Socialista de Yugoslavia, aunque no se abordó el tema de la potencial reunificación con Tirol del Sur, arrebatado por Italia a Austria-Hungría en 1919. El clima para las negociaciones mejoró con la muerte de Iósif Stalin en 1953, y las negociaciones con el ministro de relaciones exteriores soviético, Viacheslav Mólotov, aseguraron el avance en febrero de 1955.

## Puntos importantes en el tratado
Además de los reglamentos generales y el reconocimiento del Estado austriaco, los derechos de las minorías eslovena y croata también fueron expresamente detallados. El "Anschluss" (unión política) con la nueva Alemania, como sucedió en 1938, estaba prohibido. Las organizaciones nazis y fascistas estaban prohibidas.
Además, Austria anunció que se declararía permanentemente neutral después de la promulgación del tratado. La Unión Soviética expresó su deseo de una declaración de neutralidad como garantía de que Austria no se uniría a la OTAN después de que las tropas soviéticas fuesen retiradas. La neutralidad austriaca no está en realidad en el texto original del tratado, pero fue declarada por el parlamento el 26 de octubre de 1955, después de que las últimas tropas aliadas abandonaran Austria de acuerdo con el tratado.

## Resultado
Como resultado del tratado, los aliados abandonaron el territorio austríaco el 25 de octubre de 1955. El 26 de octubre se celebró como día festivo (llamado Día de la Bandera hasta 1965). Se piensa a veces para conmemorar la retirada de las tropas aliadas, pero de hecho celebra la Declaración de Neutralidad de Austria, que fue pasado el 26 de octubre de 1955. 